# 1262
1262 (MCCLXII) fue un año común comenzado en domingo del calendario juliano.

## Acontecimientos
- Alfonso X El Sabio reconquista la Taifa de Niebla (en la actual provincia de Huelva) e incorpora a su reino la actual San Fernando (Cádiz).
- Islandia acepta la soberanía del rey noruego Haakon IV.

## Fallecimientos
- Cristina de Noruega